# Kirche Mutschellen

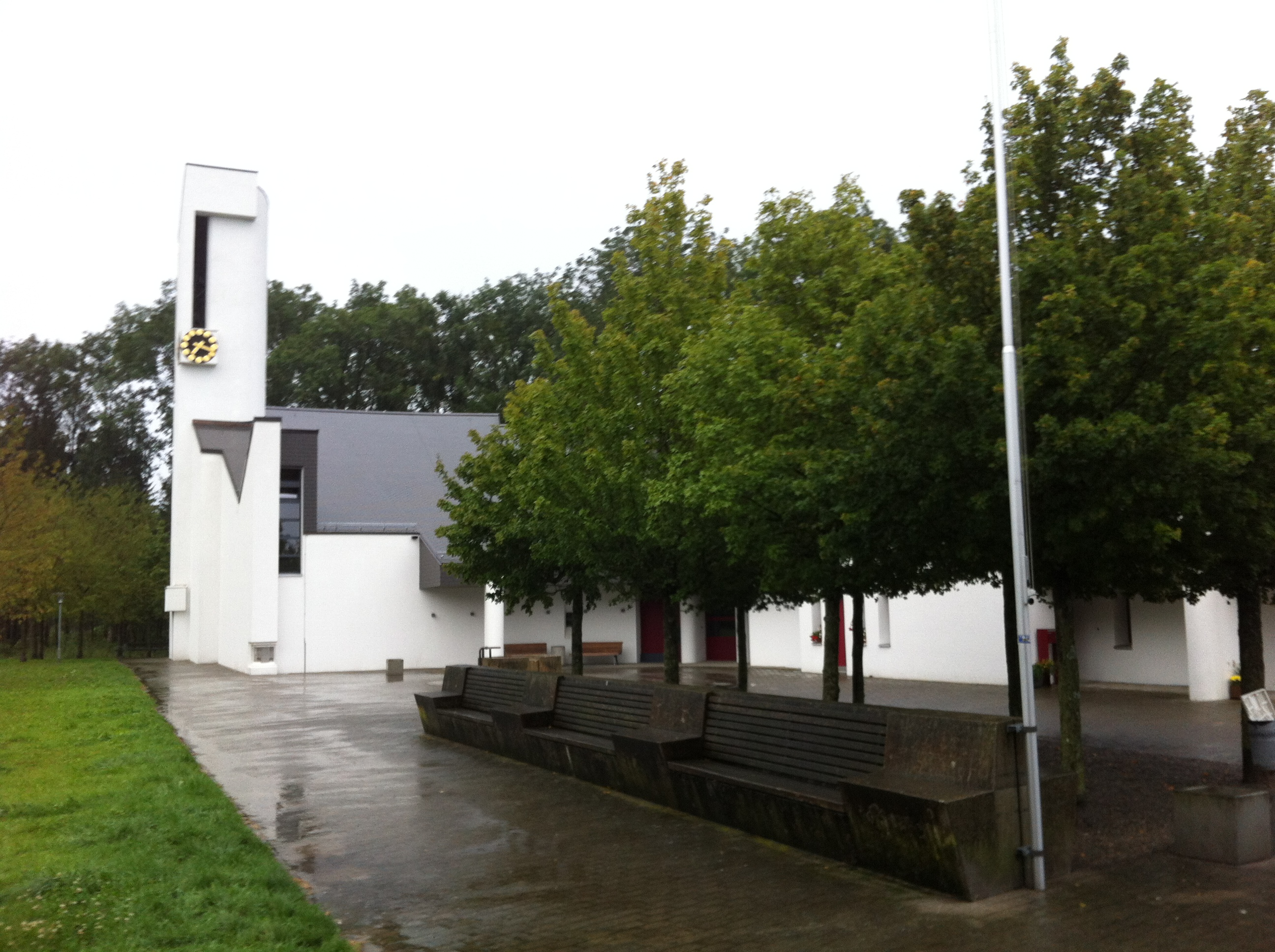
Kirche Mutschellen

Die Kirche Mutschellen ist eine reformierte Kirche auf dem Mutschellen und liegt auf dem Gemeindebann von Widen im Schweizer Kanton Aargau. Sie gehört der reformierten Kirchgemeinde Bremgarten-Mutschellen.

## Geschichte
Die Kirchgemeinde hatte bereits seit 1900 eine Kirche in Bremgarten. Durch den Bevölkerungszuwachs der Gemeinden am Mutschellen wuchs der Anteil der Reformierten im ursprünglich katholischen Freiamt und damit der Wunsch nach einer reformierten Kirche auf dem Mutschellen. Im Jahre 1962 fanden erste Gespräche statt und nach der Gründung des Kirchenbauverein wurde ein Baufonds geäufnet, dem der Zürcher Kirchenrat 30'000 Franken zusprach und der Aargauer Kirchenrat 20'000 Franken. 1966 wurde mit dem Kirchenbau nach Plänen des Architekten Benedikt Huber begonnen, 1968 wurde er eingeweiht. Im gleichen Jahr wurde die zweimanualige Rieger-Orgel mit 16 Registern eingeweiht.

## Belege
1. ↑  Protestantische Kirche Mutschellen AG : Architekt Benedikt Huber. In: Werk. Band 56, Nr. 3. Zürich 1969, S. 176–177, doi:10.5169/seals-87294.
2. ↑  Orgel Profile Aargau, Teil 3, Mutschellen Ref. Kirche Widen. Abgerufen am 14. April 2024.

Koordinaten: 47° 21′ 57,2″ N, 8° 22′ 0,5″ O; CH1903: 670112 / 246532